# Dan Nilsson (arkitekt)

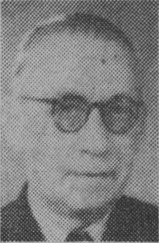
Dan Nilsson

Daniel (Dan) Nilsson, född 16 februari 1891 i Hyllie församling, Malmöhus län, död 9 juni 1966 i Limhamns församling, Malmöhus län, var en svensk arkitekt.
Nilsson, som var son till byggmästare Oscar Nilsson och Augusta Ekelund, utexaminerades från Chalmers tekniska instituts avdelning för husbyggnadskonst 1917 och företog studieresor till flera länder i Europa. Han var anställd på Allan Berglunds arkitektbyrå i Göteborg 1917–1921 och bedrev egen rörelse i Malmö från 1921. Han var värderingsman för Städernas allmänna brandstodsbolag och huvudman i Limhamns Sparbank.